# Dicranoloma geluense
Dicranoloma geluense là một loài rêu trong họ Dicranaceae. Loài này được Herzog B.H. Allen mô tả khoa học đầu tiên năm 1986.